# جون م باتون
جون م باتون (بالإنجليزية: John M. Patton) (و. 1797 – 1858 م) هو سياسي، ومحام من الولايات المتحدة الأمريكية ولد في فريدريكسبيورغ.
وهو عضو في الحزب الديمقراطي الأمريكي .

## التعليم
تعلم في جامعة برنستون، وجامعة بنسلفانيا، ومدرسة الطب بجامعة بنسلفانيا.